# Blue Karaoke
Blue Karaoke è il quarto album in studio del rapper italiano Mecna, pubblicato il 22 giugno 2018 dalla Universal. Prodotto e registrato a Milano, il disco è stato annunciato sulla pagina Instagram e Facebook del rapper in concomitanza con la firma con la suddetta casa discografica. A promuovere il progetto sono stati anche i singoli: Pratica e Tu ed Io.

## Tracce
1. Senza di me – 4:16
2. Pratica – 3:57
3. Hotel (feat. Fabri Fibra) – 3:38
4. Non sono come te – 4:07
5. Piano B – 4:11
6. Tu ed io (feat. CoCo) – 4:10
7. Bugie – 5:20
8. Ottobre rosso (feat. Ghemon) – 3:23
9. Un drink o due – 3:54
10. 31/09 – 4:14

## Formazione
Voce
- Mecna - voce
- Fabri Fibra - rap (3)
- CoCo - voce (6)
- Ghemon - voce (8)